# 꼬시래기과
꼬시래기과(Gracilariaceae)는 진정홍조강 꼬시래기목에 속하는 홍조식물과의 하나이다. 10속 240종으로 이루어져 있다. 큰꼬시래기(Gracilaria gigas)와 잎꼬시래기(Gracilaria textorii) 등을 포함하고 있다.

## 하위 속
| - Congracilaria - Corallopsis - Curdiea - 꼬시래기속 (Gracilaria) - Gracilariophila | - 개꼬시래기속 (Gracilariopsis) - Hydropuntia - Melanthalia - Plocaria - Tyleiophora |